# Martins de Porangaba
José Carlos de Porangaba Martins (Porangaba, Brasil, 20 de abril de 1944), mais conhecido como Martins de Porangaba, é um pintor, desenhista e gravador brasileiro.
Sua obra está representada em numerosas instituições tais como a Pinacoteca do Estado de São Paulo, Museu de Arte Contemporânea de Campinas, Centro Cívico de Santo André, Divisão de Museus e Arquivos Históricos de Taubaté, Pinacoteca Sambra, Pinacoteca da Prefeitura de Piracicaba, Pinacoteca do Brazilian-American Cultural Institute, Spor 1 Gallery Remisen Brande Dinamarca, Fórum Distrital de Porangaba e em numerosas coleções particulares no Brasil, Alemanha, China, Espanha, França, Inglaterra, Panamá, Portugal, Suíça, Estados Unidos da América, Venezuela, Dinamarca.
Escreveram sobre a obra de Martins de Porangaba os críticos Dominique Edouard Beachler, Enock Sacramento, Ivo Zanini, Jacob Klintowitz, José Neistein e Walmir Ayala.

## Exposições individuais
- 1976 - Livraria Brasiliense, São Paulo, SP.
- 1979 - Livraria Kairoz, São Paulo, SP.
- 1980 - Centro Cívico Santo André, Santo André, SP.
- 1981 - Espaço Cultural Sanbra, Centro Empresarial de São Paulo, São Paulo, SP. Centro Cívico Santo André, Santo André, SP.
- 1982 Museu de Arte Contemporânea de Campinas, SP. Escola Municipal Almeida Júnior, como parte do Festival de Verão do Guarujá, SP. Galeria Macunaíma, FUNARTE - Rio de Janeiro, RJ. Espaço Cultural Sanbra, Centro Empresarial de São Paulo, São Paulo, SP. Galeria Paulo Prado, São Paulo, SP.
- 1983 - Brazilian-American Cultural Institute, Washington, DC.
- 1984 - TEMA Arte Contemporânea - São Paulo, SP.
- 1985 - Galeria Paulo Prado, São Paulo, SP.
- 1986 - Galeria Oscar Seráphico, Brasília, DF.
- 1987 - Galeria Paulo Prado, São Paulo, SP.
- 1988 - Galeria Oscar Seráphico, Brasília, DF. Yutaka Senematso Escritório de Arte, com lançamento do livro "Martins de Porangaba" de autoria de Enock Sacramento - São Paulo, SP.
- 1990 - Galeria Paulo Prado, São Paulo, SP.
- 1991 - Lygia Jafet Bureau D'Art - São Paulo, SP, com realização do documentário em vídeo "Martins de Porangaba", dirigido por José Neistein, com texto de Enock Sacramento e José Neistein.
- 1992 - Universidade da Pensilvânia - Filadélfia, USA.
- 1993 - Brazilian-American Cultural Institute, Washington, DC.
- 1994 - "Caribe - Escritório de Arte", São Paulo, SP Stúdio La Seca - Barcelona, Espanha 1998 and 1999 Elisabeth Nasser Gallery, Uberlândia, MG "Centro Cultural de Uberaba", Uberaba, MG "Palácio das Artes", Belo Horizonte, MG 1998/1999 Galeria Elizabeth Nasser - Uberlândia, MG. Grande Galeria do Palácio das Artes, Belo Horizonte, MG. Galeria da Fundação Cultural de Uberaba, MG. Museu Histórico de Araxá "Dona Beja", MG.
- 2001 - Espaço Cultural UNICID, São Paulo, SP.
- 2002 - Galeria Paulo Prado, São Paulo, SP.
- 2003 - Brazilian-American Cultural Institute, Washington, DC.
- 2004 - Espaço Cultural São Marcos, São Paulo, SP.

## Exposições coletivas
Participou de mais de 50 exposições coletivas entre as quais as seguintes:
- 1977 - Exposição do Centenário de São Caetano do Sul, SP. Coletiva do Ateliê J. Martins, Galeria Século XXI - SP. Coletivas (duas) de gravuras em São Caetano do Sul, SP.
- 1978 - Exposição de Projetos para Mural "Artes Plásticas 78", Centro Cívico de Santo André, SP.
- 1980 - "Artistas Brasileiros", Tokuyama, Japão
- 1983 - Galeria Oscar Seráphico, Brasília, DF
- 1984 - "Coletiva de Verão", Kouros Gallery, Nova Iorque, USA
- 1985 - "Salão de Inverno Espelho d'Água", Lisboa, Portugal
- 1986 - Ranulpho Galeria de Arte, Recife, PE "Exposição de Arte Contemporânea Brasileira", Curtis Hixon Convention Center, Tampa, Flórida, USA
- 1991 - Ranulpho Galeria de Arte -São Paulo, SP. "Exposição de Artes Ibero Americanas", Art Museum of the Americas Gallery, Washington, USA
- 2000 - "Brazilian Artists", Universidade do Arizona, Phoenix, Tempa, USA "Brazilian Artists in the Washington's Collections", Meridian International Center, Washington, USA
- 2002 - 100 International Workshop, Brande, Dinamarca
- 2003 - County of Ringkobing, Dinamarca.
- 2005 - 130 International Workshop, Brande, Dinamarca

## Prêmios
- 1979 - Menção Honrosa, "Salão da Associação Paulista de Belas Artes"
- 1980 - Medalha de Bronze, "Salão da Associação Paulista de Belas Artes"
- 1981 - Prêmio Aquisição, "Salão de Arte Contemporânea de Piracicaba", SP Medalha de Bronze "XVII Salão de Artes Plásticas do Embu", SP Primeiro Prêmio, "II Salão de Artes Plásticas de Marília, SP rosa de Bronze, "Salão da Associação Paulista de Belas Artes", São Paulo, SP
- 1982 - Prêmio Aquisição, "II Salão de Artes Visuais de Rio Claro", SP Prêmio Aquisição, "I Salão Paulista de Arte Contemporânea", SP. Concorreu com mais de 200 artistas ficando entre os 13 selecionados pra expor individualmente na Galeria Macunaíma da, FUNARTE, RJ.
- 1983 - Prêmio Aquisição, "XI Salão de Arte Contemporânea de Santo André, SP
- 1984 - Prêmio Aquisição, "XII Salão de Arte Contemporânea de Santo André, SP
- 1985 - Medalha de Ouro "Salão de Inverno, Espelho d'Água", Lisboa, Portugal
- 1986 - Medalha de Ouro, "I Exposição de Arte Contemporânea Brasileira", Curtis Hixon Convention Hall Tampa, Flórida
- 1987 - Medalha de Ouro, "Exposition d'Art Contemporaine Point Barla", Nice, França.

## Destaques
- 1982 - "Revelação do Ano", "Associação Paulista dos Críticos de Arte", São Paulo, SP
- 1983 - "Revelação Nacional do Ano", "Jornal do Comércio", Rio de janeiro, RJ Medalha Cicillo Matarazzo, conferida "Centro Cultural Francisco Matarazzo Sobrinho", como um dos Destaques do Ano, São Paulo, SP
- 2002 - Participação no 100 International Workshop, Brande, Dinamarca.
- 2004 - É fundado o Instituto Cultural Martins de Porangaba, idealizado pelo artista e pelo advogado e colecionador Fernando Mauro Barrueco, com o objetivo de catalogar e proteger a obra do artista.
- 2005 - Participação no 130 International Workshop, Brande, Dinamarca.